# Communauté de communes Les Trois Provinces
Die Communauté de communes Les Trois Provinces ist ein französischer Gemeindeverband mit der Rechtsform einer Communauté de communes im Département Cher in der Region Centre-Val de Loire. Sie wurde am 26. Dezember 2002 gegründet und umfasst elf Gemeinden. Der Verwaltungssitz befindet sich im Ort Sancoins.
Alternative Schreibweisen:
- Communauté de communes les Trois Provinces bzw.
- Communauté de communes des Trois Provinces

## Mitgliedsgemeinden
| Gemeinde                                   | Einwohner 1. Januar 2022 | Fläche km² | Dichte Einw./km² | Code INSEE | Postleitzahl |
| ------------------------------------------ | ------------------------ | ---------- | ---------------- | ---------- | ------------ |
| Augy-sur-Aubois                            | 284                      | 30,46      | 9                | 18017      | 18600        |
| Chaumont                                   | 46                       | 2,11       | 22               | 18060      | 18350        |
| Givardon                                   | 302                      | 21,90      | 14               | 18102      | 18600        |
| Grossouvre                                 | 264                      | 15,75      | 17               | 18106      | 18600        |
| Mornay-sur-Allier                          | 417                      | 21,62      | 19               | 18155      | 18600        |
| Neuilly-en-Dun                             | 225                      | 29,46      | 8                | 18161      | 18600        |
| Neuvy-le-Barrois                           | 147                      | 41,98      | 4                | 18164      | 18600        |
| Sagonne                                    | 188                      | 18,85      | 10               | 18195      | 18600        |
| Saint-Aignan-des-Noyers                    | 74                       | 10,95      | 7                | 18196      | 18600        |
| Sancoins                                   | 2.941                    | 53,52      | 55               | 18242      | 18600        |
| Vereaux                                    | 137                      | 22,96      | 6                | 18275      | 18600        |
| Communauté de communes Les Trois Provinces | 5.025                    | 269,56     | 19               | –          | –            |